# Pascale Bouhénic
 (janvier 2023).
Si vous disposez d'ouvrages ou d'articles de référence ou si vous connaissez des sites web de qualité traitant du thème abordé ici, merci de compléter l'article en donnant les références utiles à sa vérifiabilité et en les liant à la section « Notes et références ».
Pascale Bouhénic est une écrivaine française, réalisatrice de documentaires sur l'art et la littérature. 

## Biographie
Avec 76 façons d’entrer, son cinquième livre, l’auteure propose une visite guidée de sa bibliothèque de Que sais je ?, livres qu’elle collectionne. « Butinant "ces petits livres modestes et un peu anodins", elle en tire des miettes de science qui régaleront les esprits curieux de tout. Du peuple des fourmis à l’astronomie sans télescope ».
Parallèlement, Pascale Bouhénic fait ses débuts de réalisatrice en 1993, avec douze documentaires consacrés à douze écrivains contemporains. La série qui a pour nom L’Atelier d’écriture sera initialement diffusée par le Centre Pompidou entre 1994 et 1998, avant d’être éditée en vidéo par Flammarion. La collection vise à cerner « l’écriture derrière l’écrivain plutôt que l’homme derrière l’œuvre ».
Succède une nouvelle série, de 2013 à 2020, menée avec Marianne Alphant, de seize films consacrés aux historiens et historiennes de l’art. Les films de la série Un oeil, une histoire proposent un dispositif dans lequel chaque historien ou historienne de l’art raconte son parcours en déposant progressivement sur une table des cartes postales d’oeuvres qu’il ou elle dépose au fur et à mesure sur une table. A la fin de chaque film, la table est remplie d’images et constitue un possible portrait de celui ou de celle qui l’a composée.
Entre ces deux séries, s'intercalent plusieurs documentaires consacrés à l’art et à la littérature (Guillaume Apollinaire, Gustave Doré, Claude Monet, Jean de La Fontaine, James Tissot) ou encore à l’histoire de l’orgue, diffusés sur Arte ou France 5.

## Publications
- L'Alliance, Melville édition, Paris , 2004  (ISBN 2915341249)
- Le Versant de la joie, Fred Astaire, jambes, action[4], Champ Vallon, Seyssel, 2008  (ISBN 9782876734869)
- Boxing Parade, L'arbalète / Gallimard, 2011  (ISBN 9782070132485)
- Lorsqu'il fut de retour enfin[5], L'arbalète/Gallimard, 2017  (ISBN 9782072721427)
- 76 façons d'entrer[6], L'arbalète/Gallimard, 2021  (ISBN 9782072933592)

## Filmographie
- De 1994 à 1998 : série documentaire Les Ateliers d’écriture sur :  Dominique Fourcade (1994), Bernard Heidsieck (1994), Olivier Cadiot (1994), Jacques Roubaud (1995), Jude Stéfan (1995), Christian Prigent (1995), Michel Deguy (1996), Valère Novarina (1996), Jean Echenoz (1997), Renaud Camus (1997), Michelle Grangaud (1998), Christian Gailly (1998)
- 2001 : Éclairer la nuit
- 2001 : Dédoublement
- 2002 : Scénographie de la ville
- 2002 : Scénographie du paysage
- 2002 : Le Cas Max Beckmann, peintre allemand
- 2007 : How Far Is the Sky ? ou Samuel Beckett
- 2007 : Olivier Cadiot, l'atelier 2
- 2009 : Jean Echenoz, les après-midi
- 2013 : Gustave Doré, de l'illustrateur à l'artiste
- de 2013 à 2020 : série documentaire Un oeil, une histoire écrite et réalisée avec Marianne Alphant : Georges Didi-Huberman, Douze images pour le meilleur et pour le pire (2013) ; Gilles A. Tiberghien, Extension du domaine de l'art (2014) ; Rosalind Krauss, Une moderniste, une vraie, (2014) ; Victor Stoichita, L'image-superlangage, (2014) ; Michel Thévoz, Hélium, hydrogène et histoire de l'art, (2014) ; Michael Fried, In love with Diderot, (2015) ; Svetlana Alpers, Distance et étrangeté, (2015) ; Thierry de Duve, Un message, une adresse, (2015) ; Roland Recht, La cathédrale et le papillon, (2015) ; Laurence Bertrand Dorléac, Une passion spéciale, (2015) ;  Carlo Ginzburg, Tout m'intéresse là-bas, (2016) ; Philippe-Alain Michaud, Le réel traversé par la fiction, (2017) ; Gérard Wajcman, Si on est narcisse ou jonquille, (2017) ; Elisabeth Lebovici, Je suis le témoin vivant, (2017) ; Jean-Paul Demoule, Un grain de raisin dans une amphore, (2018) ; Hubert Damisch, In absentia, (2020).
- 2016 : Guillaume Apollinaire, L'élan créateur
- 2017 : Le Dernier Monet, Les Nymphéas et l'Amérique
- 2020 : James Tissot, L'étoffe d'un peintre
- 2021 : Jean de la Fontaine, L'homme qui aimait les fables
- 2022 : Chercheurs d'orgue[7] (écrit et réalisé avec Bernard Foccroulle)
- 2023 : Mark Rothko, La Peinture vous regarde

## Distinctions
- Prix François-Coppée 2022 de l'Académie française pour 76 façons d'entrer[8]